# Carrefour Voyages
Carrefour Voyages  est le réseau d'agence de voyages en France du Groupe Carrefour. Carrefour Voyages est une filiale de Carrefour à 100 %, incluant toutes les agences et point de vente du réseau.
Elle a été dirigée par Isabelle Cordier jusque début 2016. Depuis juillet 2016, elle est dirigée par Nadia Van Cleven, ancienne directrice tourisme de Vente Privée.com remplacée en janvier 2019 par Patrick Metivier.

## Historique
Carrefour Voyages a été créé en novembre 1990. La première agence fut ouverte en février 1991 à Ivry-sur-Seine (Val-de-Marne).
Le réseau est constitué de 158 agences (février 2017) en France métropolitaine, d'un centre d'appel basé à Évry, et d'un site internet  lancé en avril 2007.
Carrefour Voyages propose son catalogue voyages d'offres négociées et d'offres spéciales, ainsi que les offres de ses différents partenaires tour opérateurs.

## Activité, rentabilité
Carrefour Voyages malgré une progression de son chiffre d'affaires reste déficitaire.

## Version du logo

Ancien logo.
Ancien logo.
Ancien logo.
Ancien logo.